# Jonesiella eastwardae
Jonesiella eastwardae är en kräftdjursart som först beskrevs av Coull 1971.  Jonesiella eastwardae ingår i släktet Jonesiella och familjen Pseudotachidiidae. Inga underarter finns listade i Catalogue of Life.